# روبين كابرال
روبين كابرال (بالإسبانية: Rubén Cabral)‏ هو مجدف أرجنتيني، ولد في 20 مارس 1919 في روساريو في الأرجنتين.

## وصلات خارجية
- روبين كابرال على موقع الاتحاد الدولي للتجديف (الإنجليزية)
- روبين كابرال على موقع أوليمبيديا (الإنجليزية)